# Johann Anton André
Johann Anton André (Offenbach am Main, 6 ottobre 1775 – Offenbach am Main, 6 aprile 1842) è stato un editore e compositore tedesco, noto per il suo importante ruolo avuto nelle pubblicazioni delle opere di Wolfgang Amadeus Mozart.

## Biografia
Il padre, Johann André, anch'egli musicista e discreto compositore, fondò nel 1780 la casa editrice di musica fra le più importanti che la Germania abbia avuto dagli ultimi anni del XVIII secolo a tutto il secolo scorso. Quando André morì nel 1799, erano già stati pubblicati circa 1200 titoli. Johann Anton successe al padre nella direzione dell'azienda. Buon suonatore di violino e pianoforte, fu anche compositore e scrisse diverse opere, messe e lieder. Scrisse anche un Lehrbuch der Tonsetzkunst (Manuale dell'arte della composizione) rimasto incompiuto, in due volumi, e altri trattati per lo studio del violino e dell'armonia. Il meglio della sua attività lo diede però alla direzione della casa editrice che con lui giunse al massimo livello. Il grande incremento della sua attività avvenne nel 1799 in seguito all'incontro con Alois Senefelder, inventore della litografia; Senefelder collaborò con André concedendogli di utilizzare il nuovo medoto. La prima partitura stampata con la tecnica litografica fu proprio una composizione dello stesso André, Die Weiber von Weinsberg nel 1800.
Nel 1799 André acquistò da Constanze, la vedova di Mozart, un grande quantitativo di autografi del musicista, il cosiddetto Mozart Nachlass;  la collezione comprendeva oltre 270 opere fra cui i concerti per pianoforte e orchestra, quartetti e quintetti per archi, Le nozze di Figaro e Il flauto magico. La sua casa editrice, con sede a Offenbach, si dedicò a riordinare e pubblicare per la prima volta molte composizioni. Inoltre André, da buon musicista, si preoccupò di completare l'opera Zaide che Mozart aveva interrotto alla fine del secondo atto per poi pubblicarla con questo titolo. Nel 1801 realizzò una sua riduzione del Requiem per voce e pianoforte.